# キリンアートプロジェクト
キリンアートプロジェクトは、キリンホールディングスによる芸術文化支援活動のひとつ。

## 概要
芸術家の発掘と育成を目的とし、1990年に「キリンプラザ大阪コンテンポラリー・アワード」として創設された。1993年からは「キリンコンテンポラリー・アワード」、2000年から2003年は「キリンアートアワード」の名称で開催してきた。
ここまでは公募形式だったが、2005年には「キリンアートプロジェクト」として、企画書を基に選出した「新鋭アーティスト」4組と「ゲストアーティスト」が同一のテーマで新作を制作して展覧会を行い、一般来場者の投票を基に新鋭アーティストの作品からグランプリを選出し表彰するという新形式となった。また4人のキュレーターがテーマ設定から作品の選定、新鋭アーティストのサポート、展覧会の企画構成を統括した。
2005年以降は開催されていない。

## 主な受賞者
- ヤノベケンジ（1990年）
- H・アール・カオス（1993年）
- 犬童一心（1993年度最優秀作品賞）
- 安田真奈（1996年）
- 束芋（1999年）
- 非ユークリッド写真連盟（1999年）
- 淀川テクニック（2005年最優秀作品賞）
- YOSHIMAX